# Bunroku

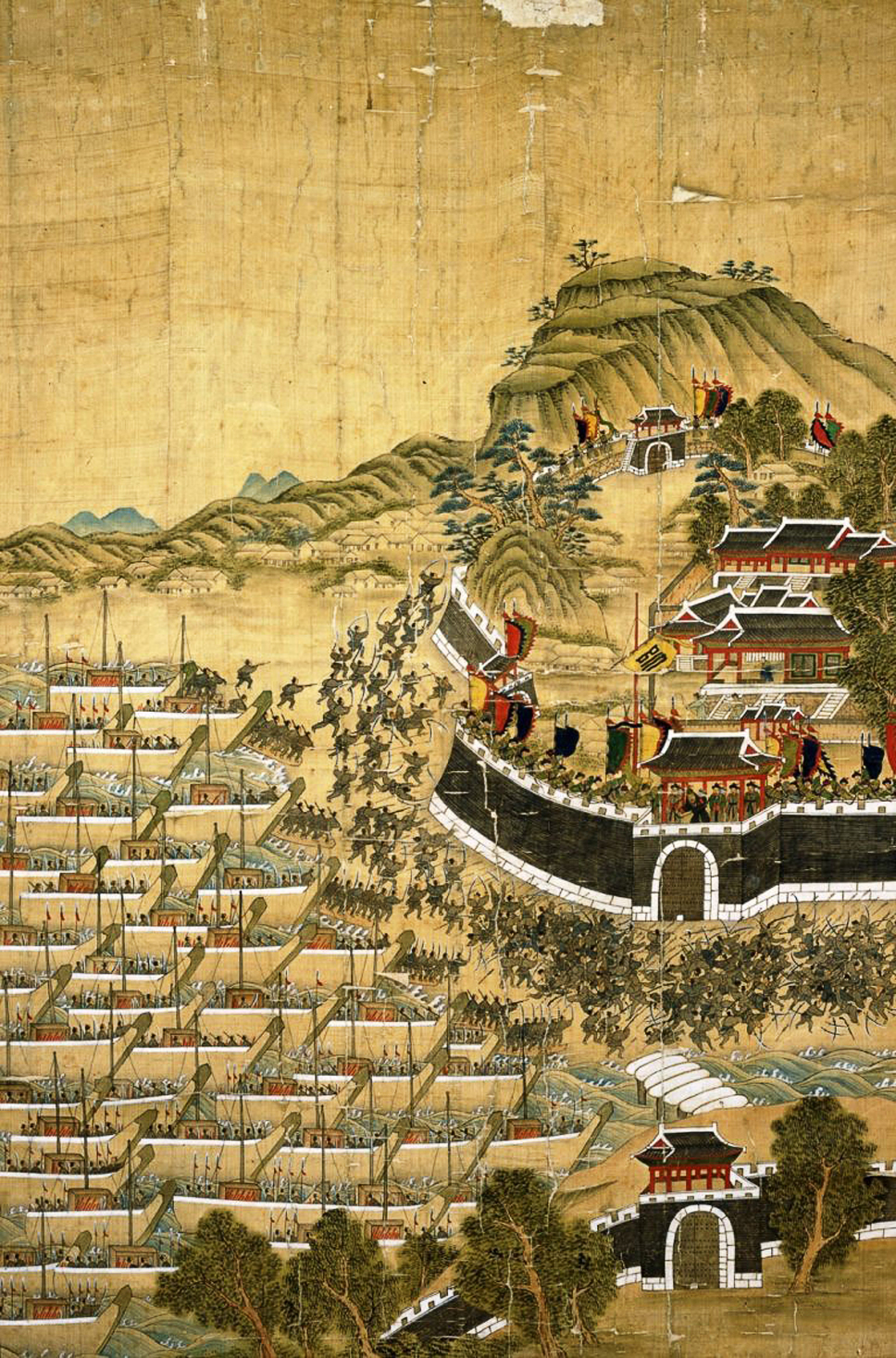
Asedio de Busanjin-1592.

Bunroku (文禄?) es el nombre de una era japonesa (年号, nengō?) que tuvo lugar después de la Era Tenshō y antes de la Era Keichō y comprendió del año 1592 a 1596. El emperador gobernante fue Go-Yōzei tennō (後陽成天皇?). 

## Eventos en la eraBunroku
- 1592 (Bunroku 1): Toyotomi Hideyoshi invade Corea (Bunroku no Eki).[2]
- 1592 (Bunroku 1):  Ogasawara Sadayori asegura haber descubierto las islas Bonin, por lo que Toyotomi Hideyoshi se las otorga como feudo.[3]
- 1593 (Bunroku 2): Nace Toyotomi Hideyori, hijo de Hideyoshi y posible heredero.[4]
- 1595 (Bunroku 4): Toyotomi Hidetsugu pierde su poder.[5]